# Koi… mil gaja
A Koī… Mil Gayā (hindi: कोई मिल गया, urdu: کوئ مل گیا, magyarul: találtam valakit) egy 2003-as bollywoodi science fiction film, rendező: Rakesh Roshan, főszereplők: Rekha, Hritik Rosan és Príti Zinta.

## Szereplők
- színész – szerep
- Rekha – Sonia Mehra
- Hritik Rosan – Rohit Mehra
- Príti Zinta – Nisha
- Rakesh Roshan – Sanjay Mehra
- Prem Chopra – Harbans Saxena
- Rajat Bedi – Raj Saxena
- Johnny Lever – Chelaram Sukhwani
- Mukesh Rishi – Inspector Khurshid Khan
- Hansika Motwani – Priya Six

## 2003 Filmfare díjak

### Elnyert díjak
- Best Movie – Rakesh Roshan
- Best Director – Rakesh Roshan
- Best Actor – Hrithik Roshan
- Critics Award Best Performance – Hrithik Roshan
- Best Choreography – Farah Khan for "Idhar Chala"

### Jelölések
- Best Actress – Preity Zinta
- Best Supporting Actress – Rekha
- Best Comedian – Johnny Lever
- Best Music Director – Rajesh Roshan
- Best Male Playback – Udit Narayan for "Idhar Chala"
- Best Female Playback – Chitra for "Koi Mil Gaya"

## Külső hivatkozások
- Kal Koi… Mil Gaya a PORT.hu-n (magyarul)